# Шломо Савиловски
Шломо Савиловски (енгл. Shlomo S. Sawilowsky) је Американац јеврејског порекла, професор примењене статистике и истакнути сарадник државног универзитета Вејн у Детроиту, Мичиген, где је примио бројне награде за предавања, менторство и истраживања.

## Академска каријера
Савиловски је докторирао 1985. на Универзитету Јужна Флорида. Уведен је у огранак почасног друштва (братства) Фи Капа Фи Универзитета Јужна Флорида (USF) 17. маја 1981. године., када је магистрирао. Савиловски је 2008. био председник Америчке образовне истраживачке асоцијације, посебне интересне групе зе примењену статистику. Био је и асистент декана на колеџу за образовање на Државном Универзитету Вејн (WSU) неколико година.
Заједно са Миодрагом Ловрићем из Србије и Раоом (Calyampudi R. Rao) из Индије, Савиловски је номинован за Нобелову награду за мир 2013. године због доприноса Међународној енциклопедији статистичке науке (енгл. International Encyclopedia of Statistical Science).

## Доприноси примењеној статистици и друштвеним и бихевиоралним наукама
АМСТАТ њуз, гласило Америчке статистичке асоцијације објавило је 2000. да је професору додељена награда Истакнути факултетски сарадник „у знак признања за изузетна научна достигнућа Савиловског у примењеној статистици, психометрији и експериментално планирање у области образовања и психологије“.

### Примењена статистика
Савиловски је аутор статистичког уџбеника који приказује статистичке методе по узору на симулационе методе Монте Карло, уредник је већег броја радова о реалним анализама података, које је објавила Америчка образовна истраживачка асоцијација (СИГ) за примењену статистику, и аутор преко стотину чланака о примењеној статистици и друштвеним наукама. Савиловски је такође аутор 24 одреднице у статистичким енциклопедијама.
Образовно истраживачка асоцијација Флориде је 1985. наградила његов рад са коаутором Р. Клифорд Блером назван „Трансформисање позиција“. Томе је следила награда Америчке образовно истраживачке асоцијације 1986. Многе његове публикације су повезане са непараметарском статистиком заснованом на рангирању, нпр. испитивање робусности и компаративне снаге статистичке ранг трансформације се звала „главна Монте Карло студија“. Хетманспергер и Мекен су изјавили да је допринос Савиловског омогућио „одличан преглед непараметарских приступа за тестирање интеракције“.
Његов рад на методи Монте Карло наведен је као пример за пројектовање симулационих студија. Тај рад се бави низом статистичких питања, од којих су нека:
- демонстрација секвенцијалне процедуре тестирања основне претпоставке параметарских тестова, обично препоручених у уџбеницима и приручницима статистике корисника софтвера, “повећава стопу грешака Типа I“;[14].
- заокруживање наниже степена слободе када се користе табеле критичне вредности узрокује опадање статистичке моћи.[15]
- алтернативе винзоризованом одступању стандардног узорка могу бити изазване да повећају статистичку моћ Јуеновог интервала поузданости.[16]
- методе максималне вероватности (нпр. Хубер у првом кораку) су супериорније за дотеривање у изради робусних показатеља.[17]
- коришћењем ефекта величине добијеног када нулта хипотеза задржава увећање грешке Типа I у мета-анализи[18] и образлаже „критеријуме за одговарајуће симулације Монте Карло”.[19]

### Психометрија
У психолошком тестирању, Савиловски је коаутор две батерије самоопредељујућих процена, инструмента направљеног да процени локус контроле, самопоштовање и самопоуздања код ризичног адолесцента, инструмента „који мери будућу оријентацију, познавање реалности при узгоју детета, личне намере, и личну сексуално деловање” као и инструмент благостања на колеџу. and a college well-being instrument. Савиловски је био почетни предлагач у корист теорије психометрије (поузданост се односи на тест) у односу на датаметричну теорију (поузданост се односи на податке), контроверза са импликацијама за тест теорије, улога тестова у вештачењу, тест валидности. Дебата је разматрана у часопису Образовано и психолошко мерење и другде. Иако питање није било расправљено, тренутно несврстано мишљење нагиње ка Савиловском. У класичној тест теорији, он је развио „тест Савиловски I“ , статистички тест који се користи како би се помогло демонстрирање доказа конструкционе тачности у мултитракт-мултиметод матрици.

### Експериментални модел
Рад Савиловског на методи Монте Карло на поређењу насумичних у односу на квазиекспериментални модел описан је као „један од најјачих примера” демонстрације ограничења квазиексперименталних модела, и „омогућава вероватно један од најјачих случаја супериорности насумичних модела”.

## Менторство
АМСТАТ њуз је 1998. известио да је Савиловски награђен за изузетност у настави, као и постдипломском менторству, и констатовао изузетан рекорд проф. Савиловског као академика, који се огледа у изврсности са којом он води дипломиране студенте”. Он је менторисао 52 дисертације примењене статистике као главни професор, закључивши по Математичком Генеолошком Пројекту. Његови студенти који су докторирали укључују Д. Лин Кели (1994), Патрик Д. Бриџ (1996), Тод Ц. Хедрик (1997), Мајкл Џ. Нана (1997), Дејвид Флухарти (2007), Борис Шулкин (2007), и Теми А. Грејс (докторски кандидат).
Проквест указује да је председавао на додели дисертација у многим другим областима, као што су кинезиологије, образовање неге и предавање, а ко-председавао дисертацијама о драмском процесу. Такође је радио као други саветник на 19 докторских дисертација, као и бројним другим, као члан одбора.

## Уређивање
Савиловски је оснивач и издавач Часописа модерних примењених статистичких метода. Часопис је основан као гласило истраживања коришћењем Монте Карло и других реземплинг метода, непараматерских и других робусних метода, пермутације и других егзактних или приближно егзактних метода и статистичких алгоритама.

## Рабинске студије и доприноси јеврејској књижевности
Након дипломирања на Рабинском универзитету Америке 1979, Савиловски је био изасланик Великог рабина од Лубавича, рабина Менахема Мендела Шнирсона из округа Пинелас, Флорида. Он је такође добио и рабински чин од Јешивас Пиршеј Шошаним (Јерусалим, Израел) 2004. године, након што је студирао са првом групом студената икада која је добила стриктан наставни план и програм Ортодоксне рабинске ординације за законе јеврејског Сабата испорученог путем имејла.
Савиловски је аутор уџбеника написаног у облику дијалога за припремање хране и других питања повезаних са Сабатском кухињом. Заснован је на Талмуду, Правилнику јеврејског Закона (Шулчан Аруч) и обичајима Ашкеназа, Сефарда и покрета Хабад (ортодоксни хасидски покрет код Јевреја). Објавио је чланке о тумачењима Библије и сродним темама у годишњаку Пиршеј Шошаним.